# Комитет солдатских матерей Украины
Комите́т солда́тских мате́рей Украи́ны — негосударственная, правозащитная, патриотическая,  общественная некоммерческая организация, созданная для реализации гражданами Украины своих прав и свобод среди военнослужащих и членов их семей.
Комитет действует на основе добровольности, равноправия её членов, самоуправления, законности и гласности. Осуществляет свою деятельность в соответствии с конституцией и законодательством Украины, норм международного права. Комитет является некоммерческой организацией и существует только за счет добровольных пожертвований и членских взносов.

## Направления деятельности Комитета солдатских матерей Украины
1. Привлечение внимания общественности, органов государственной власти к вопросам соблюдения прав человека в украинской армии;
2. Борьба за мир без войны и насилия;
3. Содействие внедрению принципов верховенства права, демократии и гуманизма в военных формированиях Украины;
4. Гражданский контроль соблюдения прав военнослужащих: оказание медицинской помощи, реабилитация военнослужащих по возвращению домой из горячих точек;
5. Формирование активной гражданской позиции у граждан и солдатских матерей Украины;
6. Поиск пропавших без вести, раненых и погибших военнослужащих. Оказание помощи в возвращении домой пленных;
7. Обеспечение социально-правовой защиты призывников и военнослужащих путём гражданского контроля.

## История
После начала антитеррористической операции в Донбассе комитет столкнулся с массовыми нарушениями прав и свобод военнослужащих, проходящих службу по призыву, мобилизованных, пленных и вернувшихся из зоны АТО.
Комитет организовал поиск пропавших без вести и погибших военнослужащих,, а также способствовал возвращению пленных. По всей стране проводились митинги против незаконной мобилизации, комитет неоднократно способствовал в отстаивании активной гражданской позиции матерей Украины.
Организация много раз направляла свои обращения Президенту и министру обороны. Комитет привлекает внимание общественности к сокрытию властями страны потерь в ходе АТО, а также к проблемам военнослужащих и их семей.
За свою деятельность «Комитет солдатских матерей Украины» подвергался критике и преследованию со стороны власти, несмотря на это организация продолжает свою работу.

## Деятельность Комитета, наиболее обсуждаемое в обществе
1. Обнародованный документ Министерства обороны Украины (Министерство обороны Украины) «О призыве в армию студентов»[6], вызвал недовольство в обществе по поводу законности проводимых мероприятий, что привело к отмене принятого решения со стороны военного руководства.[7]
2. Комитет оказывает помощь родным в поиске погибших, раненных и без вести пропавших военнослужащих в зоне АТО[8].
3. Диалоги с руководством Министерства обороны Украины по существу проблемных вопросов в армии[9].